# Артаксеркс III
Артаксе́ркс III (др.-перс. Артахшасса, что означает «Владеющий праведным царством») — персидский царь из династии Ахеменидов, правивший в 359—338 годах до н. э.

## Биография

### Вступление на престол
Младший сын Артаксеркса II и царицы Статиры, Артаксеркс III до вступления на престол носил имя Ох (др.-перс. Vahuka, аккад. Ú-ma-kuš).
Согласно хронике Георгия Синкелла, Ох в 361 году до н. э. принял участие в походе против Египта, вторгшегося под руководством своего фараона Тахоса в Сирию и пленил его. Согласно вычислениям Клавдия Птолемея, официальное вступление Оха на престол приурочено к началу 390 года «Эра Набонасара» и таким образом падает на 358 год до н. э. Однако Полиен утверждал, что Ох в течение 10 месяцев скрывал смерть своего отца, рассылая в течение этого времени предписания от его имени во все концы державы, с приказом признать в качестве царя Оха. Таким образом в настоящее время признаётся, что правление Артаксеркса III началось в конце ноября или начале декабря 359 года до н. э.
Заняв трон, Артаксеркс приказал истребить всех своих ближайших родственников, чтобы предотвратить в будущем всякие заговоры. Лишь в один день было убито 80 его братьев. По рассказу Элиана, когда Артаксеркс стал царём, маги по каким-то приметам предсказали, что в период его правления будут обильные урожаи и жестокие казни. Трудно сказать, оправдались ли надежды на урожай, но относительно казней предсказание сбылось. Артаксеркс был человеком железной воли и крепко держал в руках бразды правления. Он энергично взялся за восстановление Ахеменидской державы в её прежних границах.

### Восстание в Малой Азии
Правление Артаксеркса началось с подавления многочисленных мятежей и восстаний в Малой Азии, Сирии и других странах. Племя кадусиев, некогда входившее в состав державы, а теперь совершавшее набеги на подвластные персам территории, было приведено к покорности. В 356 году до н. э. Артаксеркс велел наместникам в Малой Азии, которые вели себя как самостоятельные правители, распустить войска. Этому приказу подчинились все, кроме сатрапа Геллеспонтской Фригии Артабаза, который был одновременно командующим всеми персидскими войсками в Малой Азии. Он поднял мятеж, к которому вскоре присоединился наместник Мизии Оронт. Афины тоже поддержали восстание Артабаза. Вначале афинское войско, возглавляемое Харесом, добилось успехов, но Артаксеркс пригрозил походом в Грецию.
Призыв Афин к объединению греков против персидской угрозы не получил отклика. Они вынуждены были в ответ на ультиматум Персии отозвать Хареса из Азии, и признать независимость Хиоса, Коса, Родоса и Византия. Восставшие сатрапы были разгромлены в 352 году до н. э., Оронт сдался на милость победителя, а Артабаз бежал к македонскому царю Филиппу.
В 350 году до н. э. персы сделали попытку покорить Египет, который стремился расширить своё влияние в Сирии, Палестине и на Кипре. Но египетский фараон Нектанеб II, пригласив талантливых греческих полководцев афинянина Диофанта и спартанца Ламия, с наёмниками, успешно отразил натиск врага.

### Восстание в Финикии
В 349 году до н. э. против персов восстали финикийские города под руководством царя Сидона Теннеса. Восставшие обратились за помощью к Египту. В 346 году до н. э. Нектанеб II послал в распоряжение Теннеса 4000 греческих наёмников под командованием Ментора Родосского. Теннесу удалось нанести поражение двум персидским армиям, которыми командовали сатрап Заречья Валесий и наместник Киликии Мазей. Восставшие перенесли военные действия на территорию противника, мятеж распространился на Киликию, Иудею и Кипр. Девять кипрских городов во главе со своими царями объединились между собой и с финикийцами, чтобы дать отпор персам.
В 345 году до н. э. Артаксеркс во главе большой армии и сильного флота выступил против Сидона. Сидонцы сражались мужественно, но из-за предательства своего царя Теннеса и командира греческих наёмников Ментора, были побеждены. Более 40 тысяч сидонцев погибло или было казнено, а остальные обращены в рабство. Также был казнён царь Теннес, в котором Артаксеркс больше не нуждался. Ментор вместе с греческими наёмниками перешёл на службу к персидскому царю.
В 344 году до н. э. прекратили сопротивление и остальные финикийские города. Финикия была объединена в одну сатрапию с Киликией, и наместником туда был назначен Мазей. Иудеи, которые восстали вслед за Сидоном, были подвергнуты наказанию, и часть их переселена в Гирканию у Каспийского моря. В том же 344 году до н. э. было подавлено восстание городов Кипра, кроме мятежа Пинтагора, царя Саламина, который сдался в начале 343 года до н. э. и сумел сохранить за собой престол.

### Подчинение Египта
Теперь настала очередь Египта. В конце 344 года до н. э. Артаксеркс начал подготовку к новому вторжению в Египет. Он навербовал наёмников в греческих государствах (Аргос, Фивы, греки Малой Азии), и зимой 343 года до н. э. с огромной армией и флотом направился в Египет. Египетская армия, также подкрепленная сильным флотом, ждала персов у сильно укрепленного пограничного города Пелусий. Однако план укреплений Пелусия был выдан персам Ментором, который раньше находился на службе у фараона. Персы отвели течение рва в другое место и соорудили насыпи, с которых обстреливали город из осадных машин. Но, несмотря на это египтяне продолжали стойко защищаться. Тогда персы погрузили часть войска на корабли и высадились в тылу египетской армии. Нектанеб II вернулся в Мемфис, и после нескольких дней ожесточенных боёв Пелусий пришлось сдать. Во время этих боев погибло 5000 египетских воинов. Такое же количество греческих наёмников, оборонявших Пелусий, сложило оружие, получив гарантию свободного возвращения в Грецию, вместе со всем своим имуществом. Персы начали захват городов Дельты. Воспользовавшись замешательством в египетском войске, персам удалось провести вверх по течению Нила свой флот. Египтяне отступили к Мемфису. Греческие наёмники, служившие фараону, получив заверение от персидского командования, что им будет сохранена жизнь, перешли на сторону персов. В 342 года до н. э. персы захватили весь Египет, а Нектанеб II, собрав свои сокровища, бежал в Нубию.
За своё восстание египтяне были сурово наказаны. Города и храмы разграблены, стены важнейших городов срыты, страна опустошена. Сатрапом Египта Артасеркс назначил перса Ферендата. Тем не менее, положение персов в Египте не было прочным, в стране не прекращались волнения и смуты. Ментор Родосский был награждён титулом верховного командующего персидской армии в западных районах Малой Азии.
Так произошло второе покорение Египта. Другие писатели сообщают к этому ещё различные подробности о зверствах Артаксеркса. Рассказывали (у Динона), что он, узнав, что египтяне называют его, как и других персидских царей, ослом (то есть Сетом, который к тому времени окончательно приобрёл черты враждебного бога), сказал: «этот осёл съест вашего быка»; приказал изжарить Аписа и съел его с приятелями, а также убил мендесского священного овна. Элиан прибавляет, что вместо Аписа он поставил осла и велел служить ему, и тому подобное.
При Артаксерксе Ахеменидская держава была восстановлена в своей значительной части и Персия ещё раз показала свою силу и способность отстоять единство огромного государства, правда, с помощью жестоких мер. Но энергичной политике Артаксеркса был положен конец в 338 года до н. э., когда он был отравлен своим личным врачом по наущению придворного евнуха Багоя, пользующегося наибольшим доверием царя. Правление Артаксеркса продолжалось более 20 лет.
| Ахемениды                     |                                                        |                 |
| Предшественник: Артаксеркс II | персидский царь ок. 359 — 338 до н. э. (правил 21 год) | Преемник: Арсес |
| Предшественник: Нектанеб II   | фараон Египта ок. 343 — 338 до н. э.                   | Преемник: Арсес |